# テノヒラ (HEROの曲)
「「テノヒラ」」は、日本のヴィジュアル系ロックバンドHEROのインディーズ11枚目のシングル。2012年8月15日にSTAR FIELDから発売された。

## 概要
- 初回盤A、初回盤B、通常盤、FAIRY TAIL盤の4形態でのリリース。
- 初回盤Aには「テノヒラ」のPVが収録されたDVD、初回盤Bには20Pのブックレット、FAIRY TAIL盤にはノンテロップオープニング映像を収録したDVDが付属している。
- FAIRY TAIL盤のみ、「FAIRY TAIL」書き下ろしジャケット仕様。

## 収録内容

### 初回盤A
CD
1. 「テノヒラ」 
(作詞：JIN / 作曲：HERO)
テレビ東京系アニメ『FAIRY TAIL』オープニングテーマ
2. ラッキーデイ 
(作詞：JIN / 作曲：HERO)

DVD
1. 「テノヒラ」 (PV)

### 初回盤B
CD
1. 「テノヒラ」
2. ラッキーデイ
3. かっこ悪ぃ歌 ～2012ver.～ 
(作詞：JIN / 作曲：HERO)

### 通常盤
CD
1. 「テノヒラ」
2. 「伝えたい音」 
(作詞：JIN / 作曲：HERO)
3. ラッキーデイ

### FAIRY TAIL盤
CD
1. 「テノヒラ」
2. 「伝えたい音」

DVD
1. FAIRY TAIL ノンテロップオープニング映像

## タイアップ
| 曲名         | タイアップ                                         |
| ------------ | -------------------------------------------------- |
| 「テノヒラ」 | テレビ東京系アニメ『FAIRY TAIL』オープニングテーマ |